# Список умерших в 1895 году
В этой статье представлен список известных людей, умерших в 1895 году.
См. также: Категория:Умершие в 1895 году

## Январь
- 20 января — Емельян Партицкий — украинский галицкий ученый - языковед, педагог, литературовед, этнограф, историк, поэт.
- 26 января — Николай Гирс (74) — русский дипломат, министр иностранных дел России.
- 30 января — Всеволод Крестовский (54) — русский поэт и прозаик, литературный критик.

## Февраль
- 5 февраля — Александр Абаза (73) — российский государственный деятель.
- 18 февраля — Альбрехт Австрийский, герцог Тешенский (77) —  эрцгерцог Австрийский, герцог Тешенский.
- 19 февраля — Зибер, Фердинанд (72) — немецкий певец, композитор, вокальный педагог и музыкальный критик.
- 27 февраля — Николай Телешов (67) — российский изобретатель.

## Март
- 2 марта — Берта Моризо (54) — французская художница.
- 5 марта — Николай Лесков (64) — русский писатель.
- 8 марта — Карл Багговут (84) — генерал от инфантерии, управляющий Гатчинскими дворцами и комендант Гатчины.
- 9 марта — Леопольд фон Захер-Мазох (59) — австрийский писатель; с его творчеством связано введение нового понятия в психиатрии и сексопатологии — мазохизм.
- 16 марта –  Джон Томас Уайтхед Митчелл (66) – британский политик, деятель английского кооперативного движения.

## Апрель
- 5 апреля — Гильермо Монкада (53) — один из 29 кубинских генералов, участвовавших в войне за независимость Кубы.
- 11 апреля — Юлиус Лотар Мейер (64) — немецкий химик, иностранный член-корреспондент Петербургской академии наук; наряду с Дмитрием Менделеевым считается создателем периодической системы элементов.
- 22 апреля — Роберт Гамильтон (58), британский колониальный администратор в Австралии.

## Май
- 19 мая — Хосе Марти (42) — кубинский поэт, писатель и публицист, лидер освободительного движения Кубы от Испании; погиб.
- 21 мая — Джордж Хокер (76) — австралийский государственный деятель и политик. Рыцарь-бакалавр.

## Июнь
- 15 июня — Николай Бунге (71) — российский государственный деятель, учёный-экономист, академик, министр финансов Российской империи (6 мая 1881 — 31 декабря 1886).

## Июль
- 2 июля — Михаил Драгоманов — выдающийся украинский учёный и критик, публицист, историк, фольклорист.
- 12 июля — Павел Савваитов (80) — известный российский археолог и историк.
- 14 июля — Карл-Генрих Ульрихс (69) — немецкий адвокат, журналист, писатель и зачинатель движения за права сексуальных меньшинств.

## Август
- 5 августа — Фридрих Энгельс (74) — немецкий философ, один из основоположников марксизма, друг, единомышленник и соавтор Карла Маркса.
- 20 августа — Сергей Легат (58) — русский танцовщик, балетмейстер и педагог балета.

## Сентябрь
- 1 сентября — Густав Легат (58) — русский танцовщик, балетмейстер и педагог балета; основатель династии артистов балета.
- 2 сентября — Кайзер Карл Гангольф (58) — австрийский и мексиканский архитектор.
- 16 сентября — Николай Манасеин (60) — российский государственный деятель.
- 17 сентября — Зигмунт Фелинский (72) — архиепископ Варшавы.
- 18 сентября — Николай Белоголовый (60) — врач, общественный деятель, писатель, публицист, литератор, автор мемуаров.
- 27 сентября — Арцу Чермоев (70) — российский генерал-майор милиции.

## Октябрь
- 21 октября — Луиза Энн Мередит (83) — британско-австралийская поэтесса, писательница и художница.

## Ноябрь
- 1 ноября — Александр Заржицкий (61) — польский пианист, композитор и музыкальный педагог.
- 2 ноября — Жорж Дантес (83) — французский монархист, офицер-кавалергард; известен прежде всего как человек, смертельно ранивший на дуэли Александра Пушкина.
- 23 ноября — Сергей Степняк-Кравчинский (44) — российский революционер-народник.
- 27 ноября — Александр Дюма (сын) (71) — французский драматург и прозаик, член Французской академии (с 1874), сын Александра Дюма.

## Декабрь
- 3 декабря — Иосиф-Казимир Будкевич (54) — российский живописец и рисовальщик, педагог.
- 22 декабря — Мелькьорре Де Филиппис Дельфико — итальянский художник-карикатурист, композитор, певец, писатель, либреттист.